# ART Municipal Jalapa
El ART Municipal Jalapa es un equipo de fútbol de Nicaragua que juega en la Primera División de Nicaragua, la liga de fútbol más importante del país.

## Historia
Fue fundado en el año 2011 en la ciudad de Jalapa tras la desaparición del Deportivo Jalapa en el año 2007 y logró el ascenso a la Primera División de Nicaragua en la temporada 2012/13, con lo que la ciudad de Jalapa volvía a tener un equipo en la máxima categoría tras 6 años de ausencia.

## Estadio
El estadio Alejandro Ramos Turcios es un estadio de fútbol de Nicaragua que se encuentra ubicado en el municipio de Jalapa. En este escenario, que cuenta con capacidad para 2.000 personas, hace las veces de anfitrión el equipo de fútbol del ART Municipal Jalapa.

## Palmarés
- Segunda División de Nicaragua: 3

Apertura 2012, Clausura 2013, Clausura 2018